# Cheongnyangni (métro de Séoul)
Cheongnyangni (hangeul : 청량리 ; hanja : 淸凉里) est une station de correspondance entre la ligne 1, la ligne Gyeongchun, la ligne Gyeongui-Jungang et la ligne Suin–Bundang du métro de Séoul. Elle est située au 214 Wangsan-ro, quartier Jeonnong-dong, dans l'arrondissement Dongdaemun-gu, à Séoul en Corée du Sud. Elle est en relations directes avec la gare de Cheongnyangni, gare ferroviaire desservie par des trains de voyageurs.

## Situation sur le réseau

Plan du réseau (2023)

Établie en souterrain et en surface, la station Cheongnyangni est une station de correspondance entre la ligne 1, la ligne Gyeongchun, la ligne Gyeongui-Jungang et la ligne Suin–Bundang du métro de Séoul, : 
sur la ligne 1, c'est une station souterraine située entre la station Hoegi, en direction du terminus nord Yeoncheon, et la station Jegi-dong, en direction du terminus ouest Incheon ou du terminus sud-ouest Sinchang via la station de bifurcation Guro ; 
sur la ligne Gyeongchun, c'est une station en surface, terminus ouest, avant la station Haengdang, en direction du terminus nord-ouest Banghwa, et la station Hoegi, en direction, du terminus est Chuncheon ; 
sur la ligne Gyeongui-Jungang, c'est une station en surface située entre la station Wangsimni en direction du terminus nord-ouest Munsan et la station Hoegi en direction du terminus est Jipyeong ; 
sur la ligne Suin–Bundang, c'est une station en surface, terminus nord-est, située avant la station Wangsimni, en direction du terminus ouest Incheon.

## Histoire

### Station de métro
La station de métro Cheongnyangni, de la ligne 1 du métro de Séoul, est mise en service le 15 août 1974, lors de l'ouverture à l'exploitation de la section gare de Séoul - Cheongnyangni,,.
Le passage de correspondance entre la station souterraine de la ligne 1 et la station en surface de la ligne Jungang est mis en service le 20 août 2010, quelques jours après la mise en service du bâtiment de la nouvelle gare privée.

## Services aux voyageurs

### Accès et accueil
La station souterraine de la ligne 1 est accessible directement par des bouches, notamment la n°4 et la n°5. Les lignes du métro en surface desservent des quais, aménagés métro : quais bas et portes palières), de la gare : quai 1 ligne Suin–Bundang, quai 2 ligne Gyeongchun, quais 4 et 5 ligne Gyeongui-Jungang .

Installations
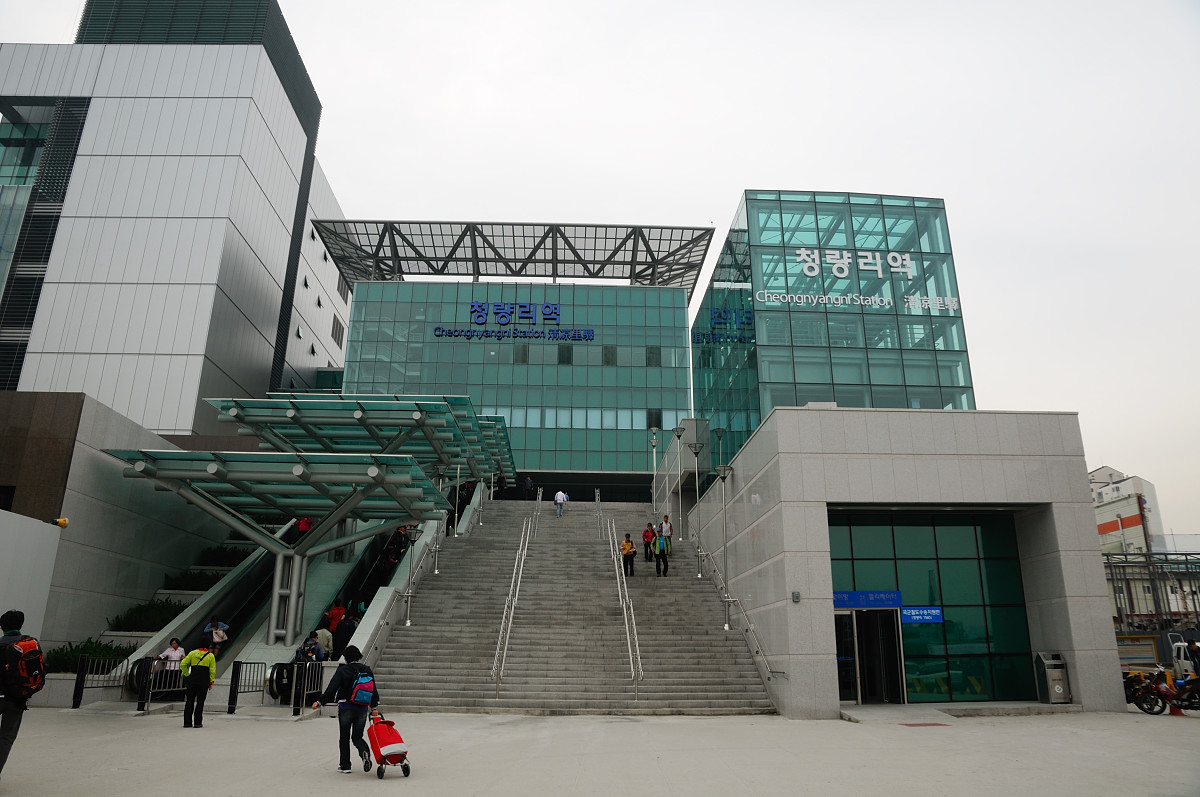
Accès par la gare.
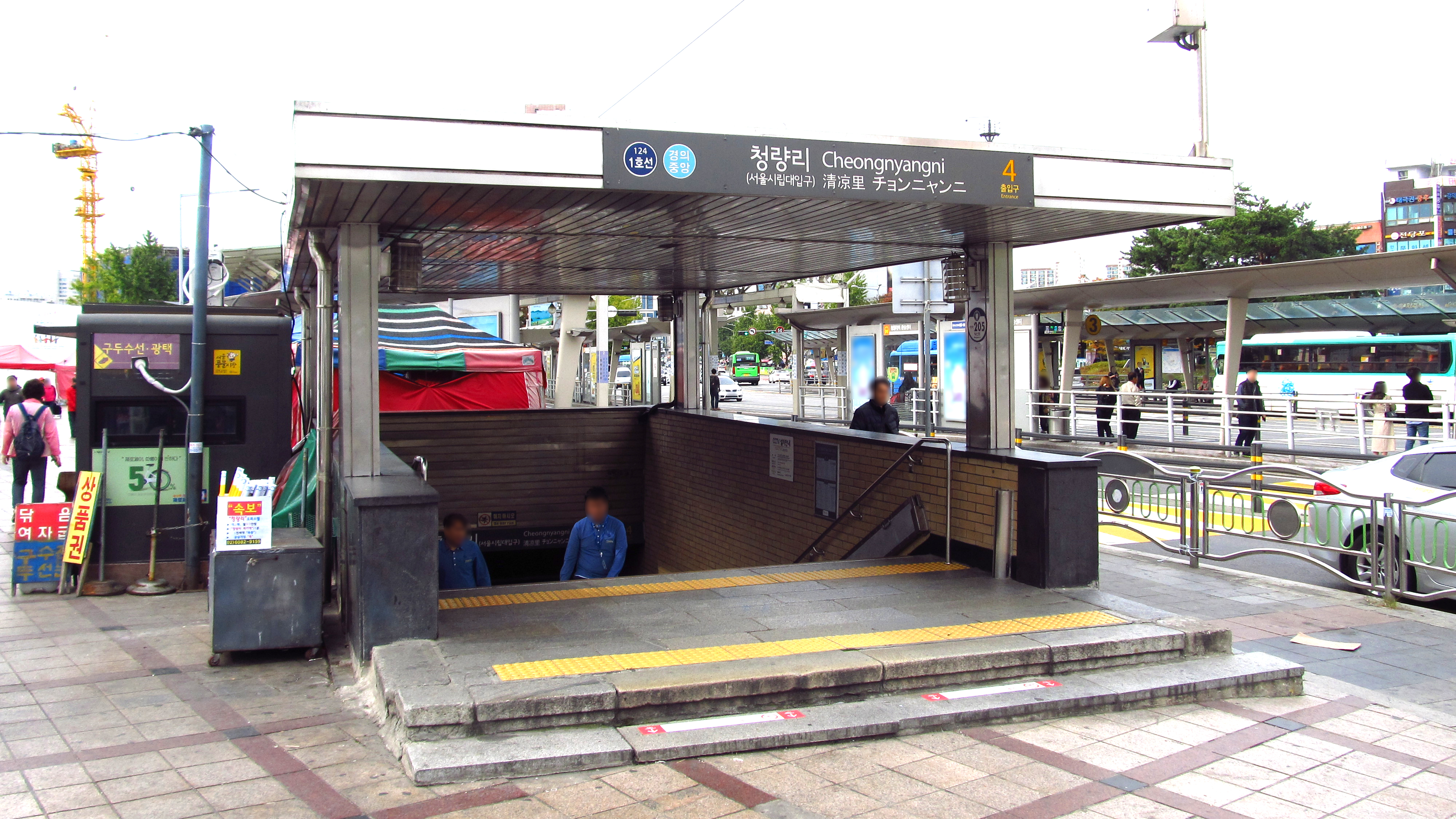
Bouche n°4, en 2019.

### Station ligne 1
Cheongnyangni, station de passage de la ligne 1, est desservie par les services de la ligne 1 : desserte omnibus, desserte Gyeongbu Express et desserteGyeongwon Express.

Installations ligne 1
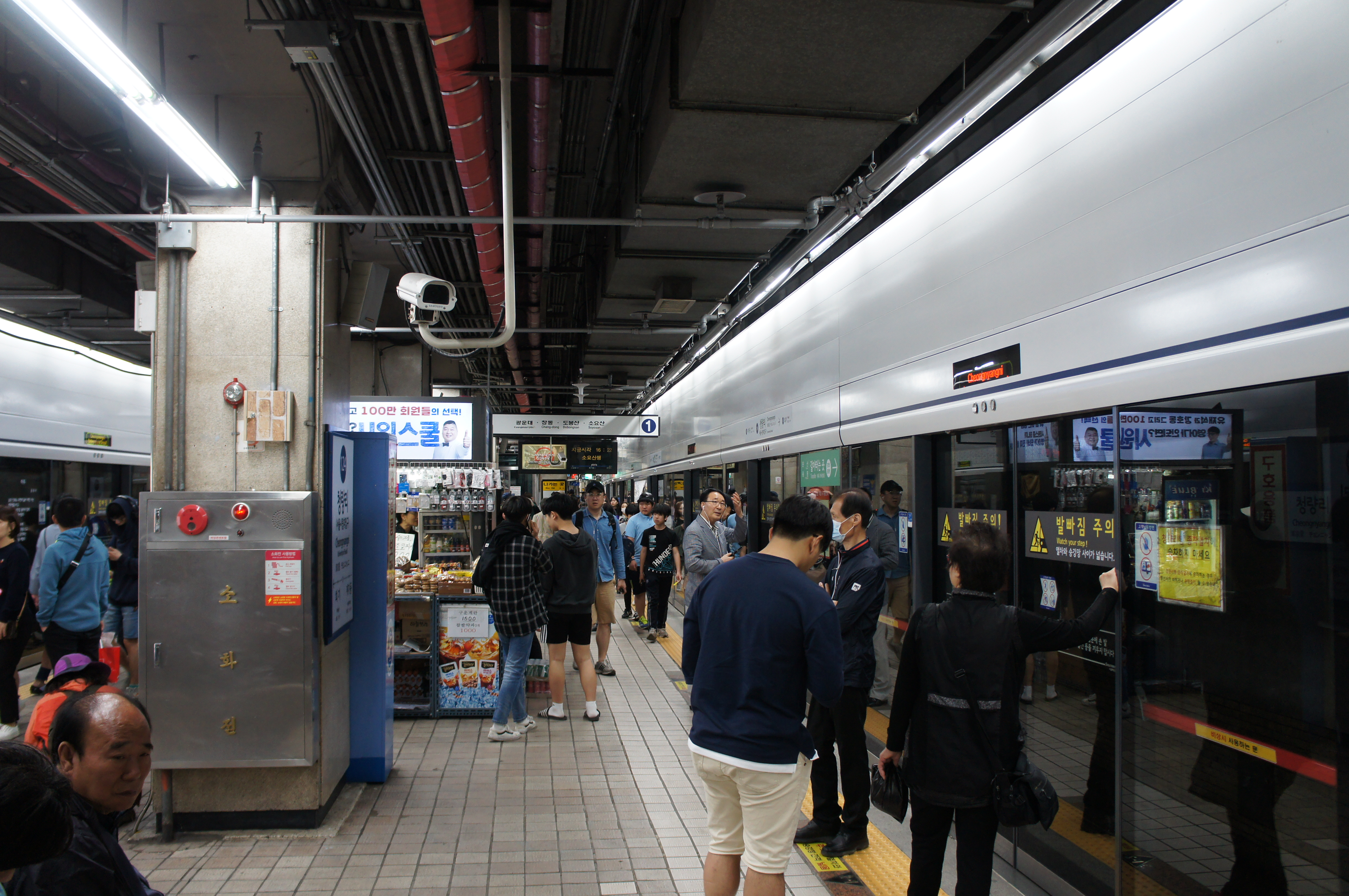
En 2017.
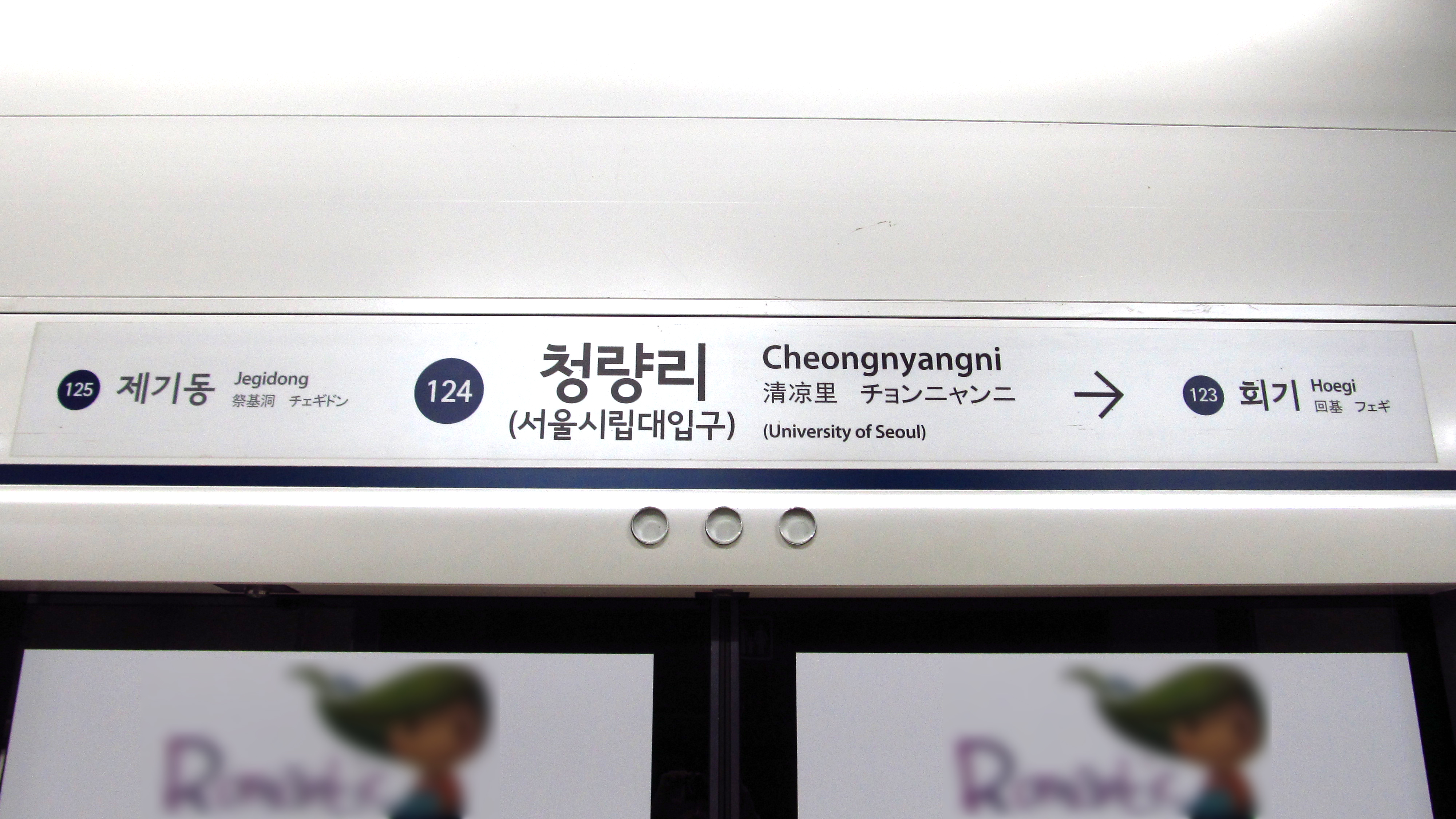
En 2019.
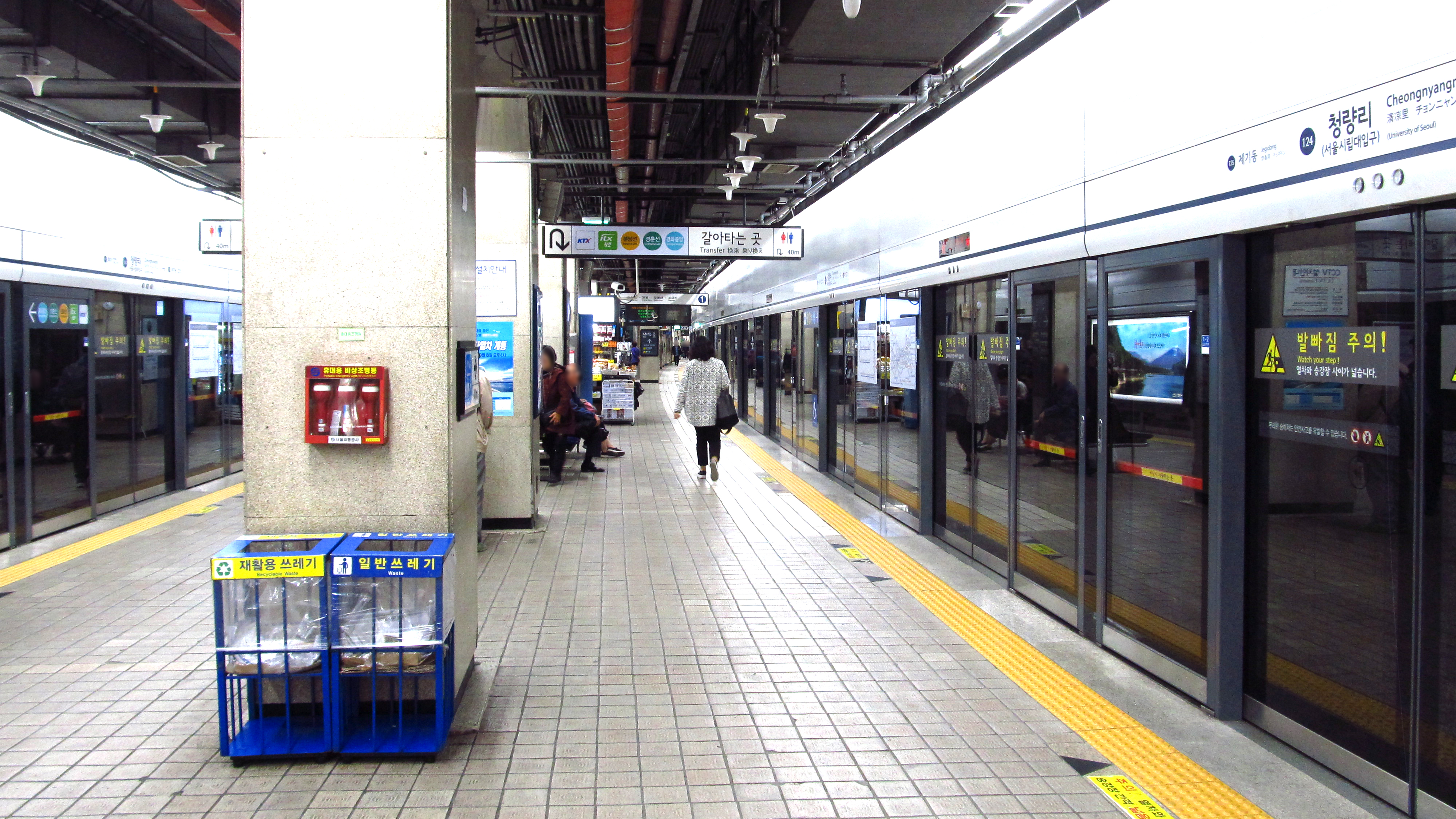
en 2019.

### Station ligne Gyeongchun
Cheongnyangni, station terminus ouest de la ligne Gyeongchun, est desservie par le service omnibus de la ligne.

### Station ligne Gyeongui-Jungang
Cheongnyangni, station de passage de la ligne Gyeongui-Jungang, est desservie par les services omnibus, Gyeongui Express et Jungang Express de la ligne.

Installations ligne Gyeongui-Jungang
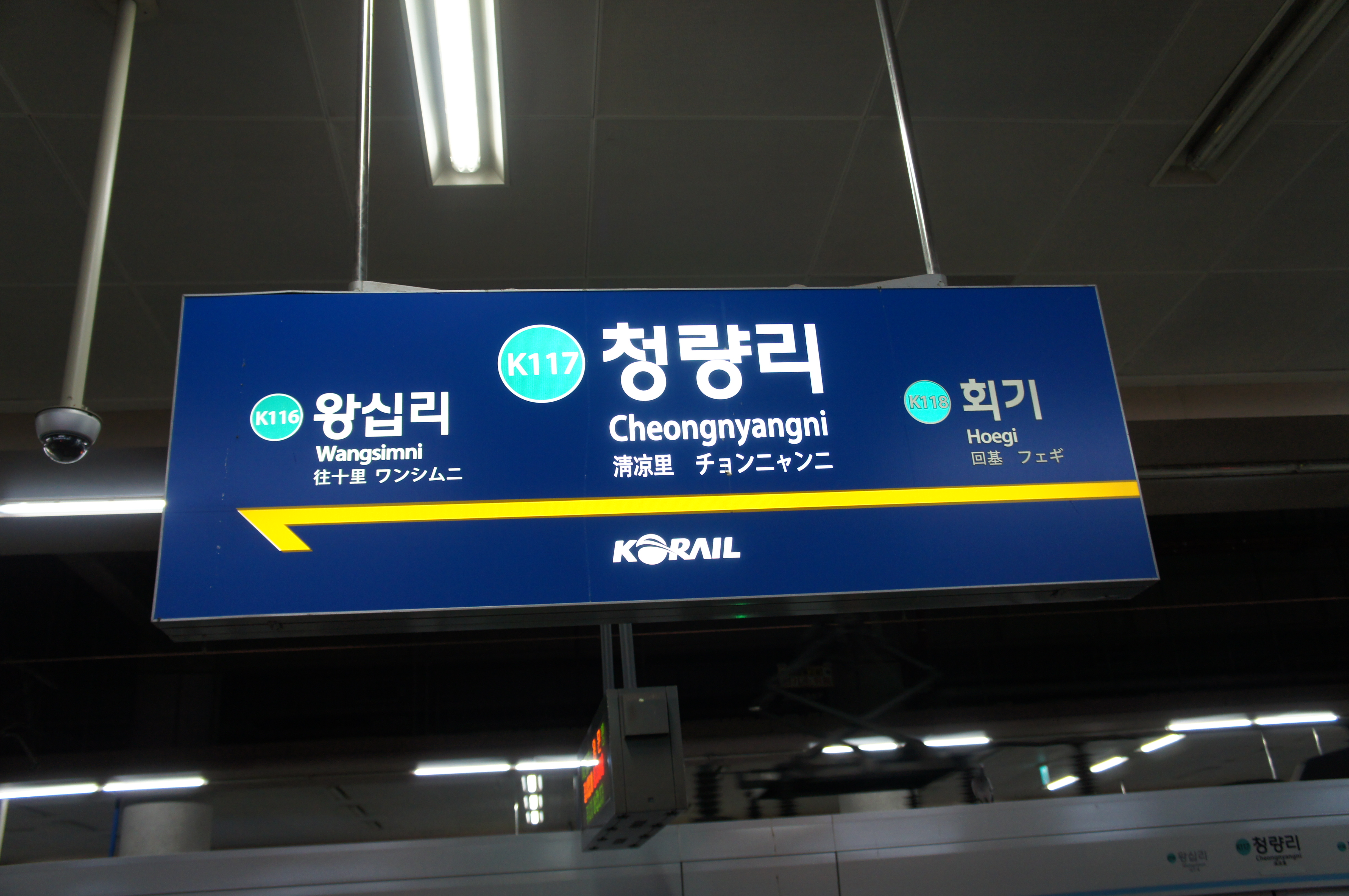
En 2017.
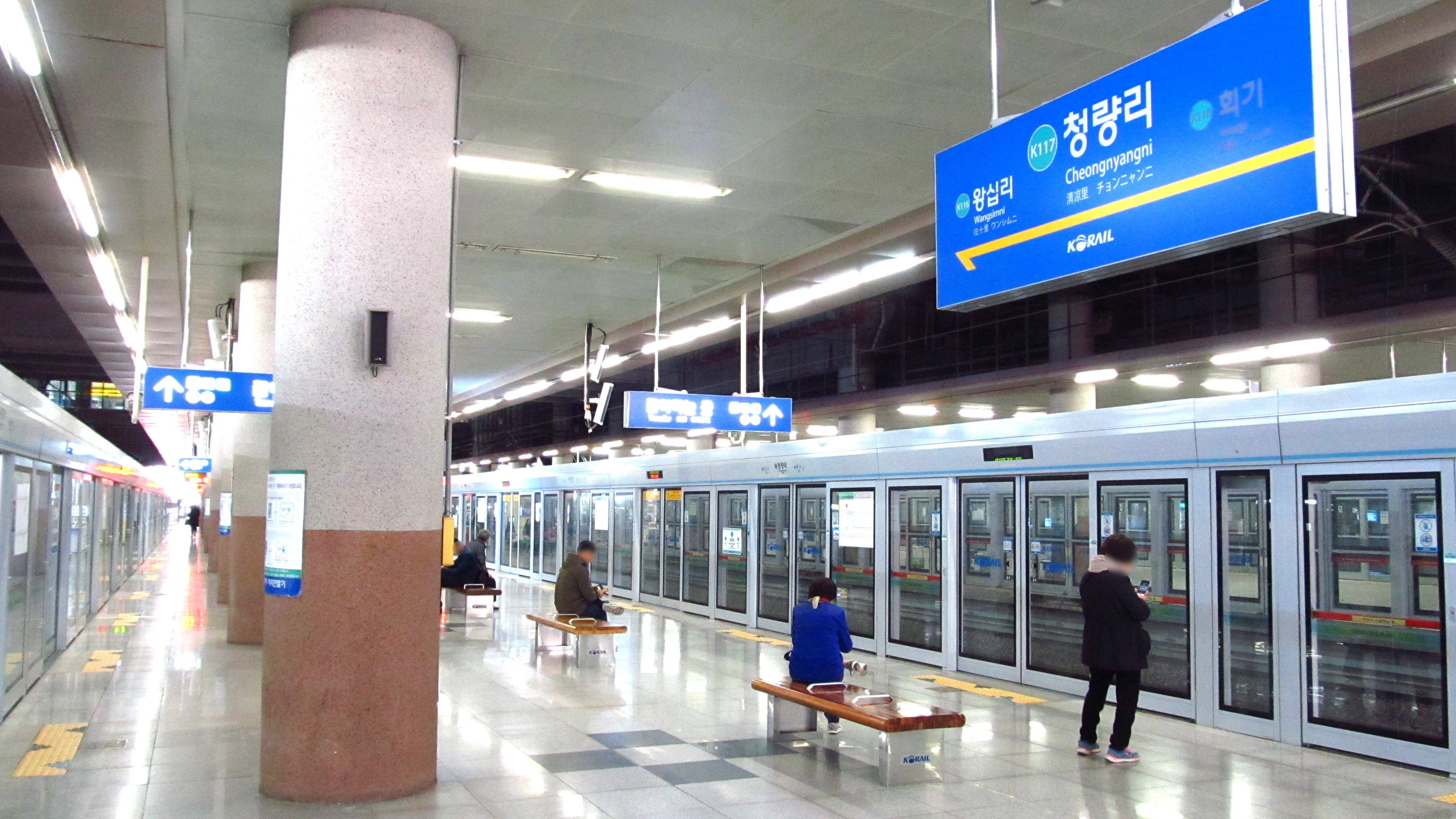
En 2019.

### Station ligne Suin–Bundang
Cheongnyangni, station terminus de la ligne Suin–Bundang, est desservie par le service omnibus de la ligne.

Installations ligne Suin–Bundang
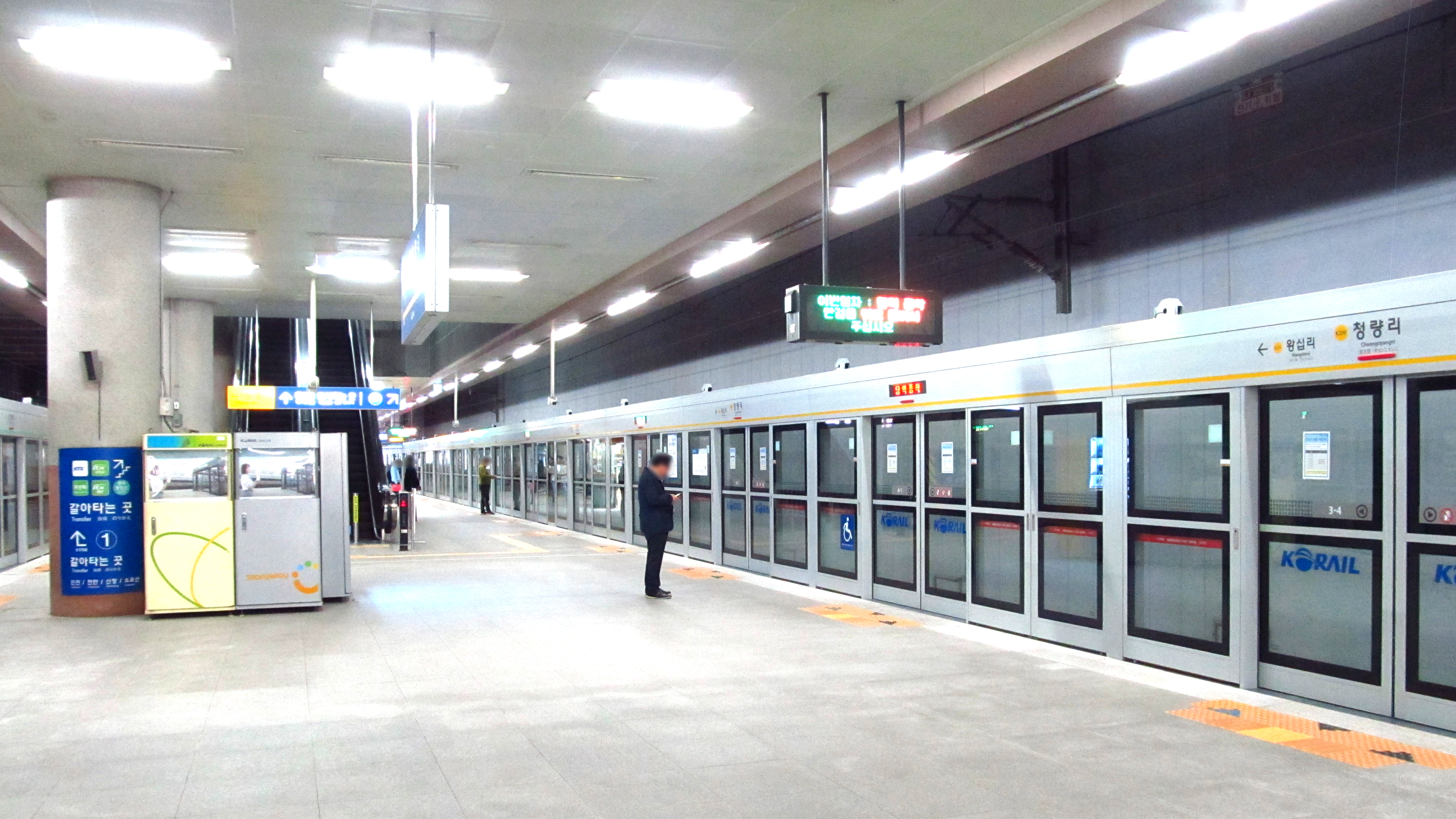
En 2019.
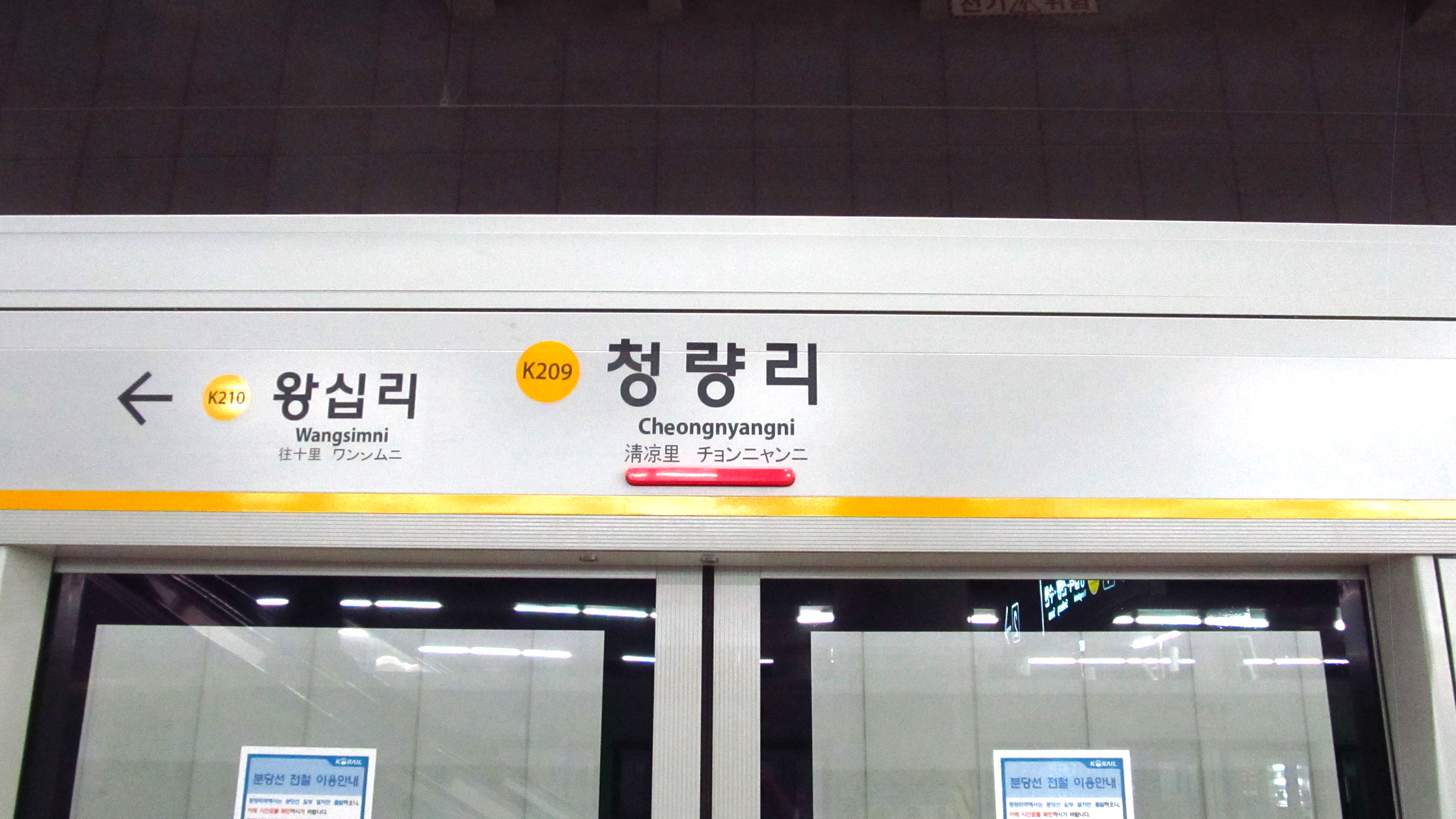
En 2019.
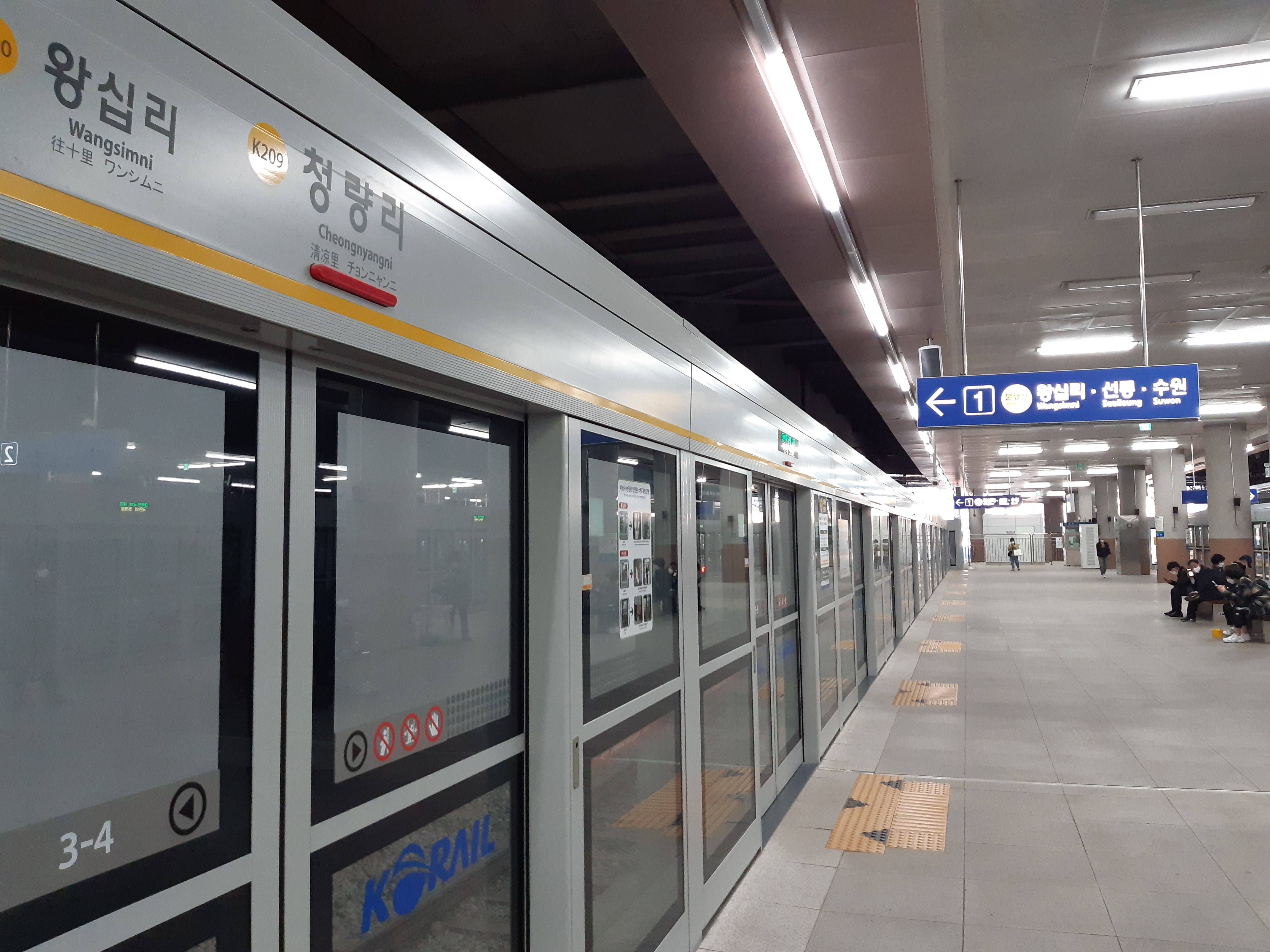
En 2020.

### Intermodalité
Elle est en correspondance directe avec les trains de la gare de Cheongnyangni. Des arrêts de bus sont situés à proximité.